# Le facteur s'en va-t-en guerre (roman)
Ne doit pas être confondu avec Le facteur s'en va-t-en guerre (film) ou Johnny s'en va-t-en guerre.
Le facteur s'en va-t-en guerre est un roman de Gaston-Jean Gautier, publié en 1966.

## Résumé
Jean-Claude Thibon, facteur dans le quartier de Montmartre à Paris, obtient en 1954 sa mutation pour l'Indochine alors que les troupes françaises sont en train de perdre du terrain au moment de la bataille de Diên Biên Phu. À peine arrivé au poste d'Ankhé, il apprend que les militaires et les civils qui y vivent doivent l'évacuer. Refusant de partir avec les civils, il fait partie de la colonne militaire qui emprunte la route coloniale 19.
Le convoi tombe dans une embuscade. Quelques personnes, dont Thibon, parviennent à s'en extraire mais sont rapidement faites prisonnières. Outre le facteur, le petit groupe comprend le colonel Ménard, blessé, le père Dumoulin, le journaliste américain Jess Parker, Clémentine, Klein et Ritoni. Au terme d'un épuisant parcours à pied dans la jungle et la brousse vietnamiennes, ils parviennent à un camp de prisonniers de la province de Quảng Ngãi.
Là, le colonel Ménard, qui reprend des forces, et son groupe organisent la vie du camp sous l'œil inquiet du directeur du camp et du redoutable commissaire politique. Leur but secret est de réussir à s'évader, avec l'aide de Vang, une jeune Vietnamienne qui s'est attachée à Thibon, en qui elle voit celui qui peut lui faire connaître Paris — acquise à la cause occidentale, elle vient d'empoisonner un de ses cousins, cadre du Việt Minh. La situation se complique lorsque Parker, qui s'est fait passer pour le « légionnaire Courvoisier », est reconnu. C'est encore plus grave pour Klein qui se dissimulait sous le nom de « légionnaire Meyer » : il avait été contraint de jurer, lors d'une précédente capture, de ne plus combattre le Việt Minh. Démasqué, sa condamnation à mort pour parjure précipite l'évasion.
Au cours de l'opération, Ménard et Klein sont tués, tout comme le chef du camp — le cessez-le-feu vient d'être proclamé mais les Français ne le savent pas. Les autres parviennent à s'enfuir avec Vang. Un peu plus tard, alors qu'ils se promènent dans une rue de Saïgon, Vang est poignardée, probablement par des agents du Việt Minh.

## Personnages principaux
- Clémentine, conducteur et passionné de course cycliste ;
- père Dumoulin, prêtre missionnaire ;
- Victor Klein, sergent-chef dans la Légion étrangère ;
- Ménard, colonel ;
- Jess Parker, correspondant de guerre au Clairon de Houston ;
- Gabriel Ritoni, opérateur radio ;
- Jean-Claude Thibon, facteur ;
- Vang, Vietnamienne.

## Analyse de l'œuvre
Dans la préface du livre, René Hardy indique que, bien que romancée, c'est l'expérience de Gaston-Jean Gautier lui-même qui a inspiré l'intrigue.

## Adaptation cinématographique
Le roman a été adapté au cinéma dès 1966 par Claude Bernard-Aubert. Dans le long métrage Le facteur s'en va-t-en guerre, le rôle du facteur Thibon est tenu par Charles Aznavour.

## Éditions
- Le facteur s'en va-t-en guerre, France-Empire, 1966, 271 p.
- Le facteur s'en va-t-en guerre (préf. René Hardy), Fontenay-sous-Bois, La Solidarité par le livre, [ca. 1967], 271 p.

## Pour en savoir plus